# Torri AXA
Le Torri AXA (in inglese: AXA Towers) sono due grattacieli gemelli di Syracuse nello Stato di New York negli Stati Uniti.

## Storia
La Torre AXA I è stata completata nel 1966 mentre la gemella Torre AXA II nel 1973.

## Descrizione
Entrambe le torri raggiungono un'altezza di 81,7 metri e si sviluppano su 19 piani. Questo ne fa i secondi edifici più alti della città dopo lo State Tower Building. Ospitano gli uffici dell'azienda newyorkese Axa Equitable Life Insurance Company, il cui logo illuminato è presente in cima a entrambi gli edifici.